# Tsintaosaurus
Tsintaosaurus ("ještěr z města Qingdao/Tsintao") byl rod vývojově vyspělého kachnozobého dinosaura z východní Asie. Formálně byl popsán roku 1958 na základě fosilního materiálu z čínské provincie Šan-tung.

## Popis
Tsintaosaurus byl poměrně robustní kachnozobý dinosaurus, dosahující délky kolem 8,3 až 9 metrů, výšky v kyčlích asi 3,6 metru a hmotnosti kolem 2,5 tuny. Žil v období svrchní křídy na území dnešní Číny. Dlouhou dobu se paleontologové domnívali, že hlavu tsintaosaura zdobil jakýsi "špičatý" výrůstek, nicméně tento pohled museli přehodnotit. Ve skutečnosti měl na hlavě hřeben, ne nepodobný hřebenu svého příbuzného lambeosaura.
 Samci pravděpodobně disponovali větším hřebenem než samice, jednalo se tedy o znak pohlavního dimorfismu.

## Paleoekologie
Tito dinosauři zřejmě žili ve stádech, podobně jako jejich severoameričtí i asijští příbuzní. Tsintaosauři obývali ekosystémy souvrství Wang-ši, kdy byla biodiverzita dinosauřích populací velmi vysoká.

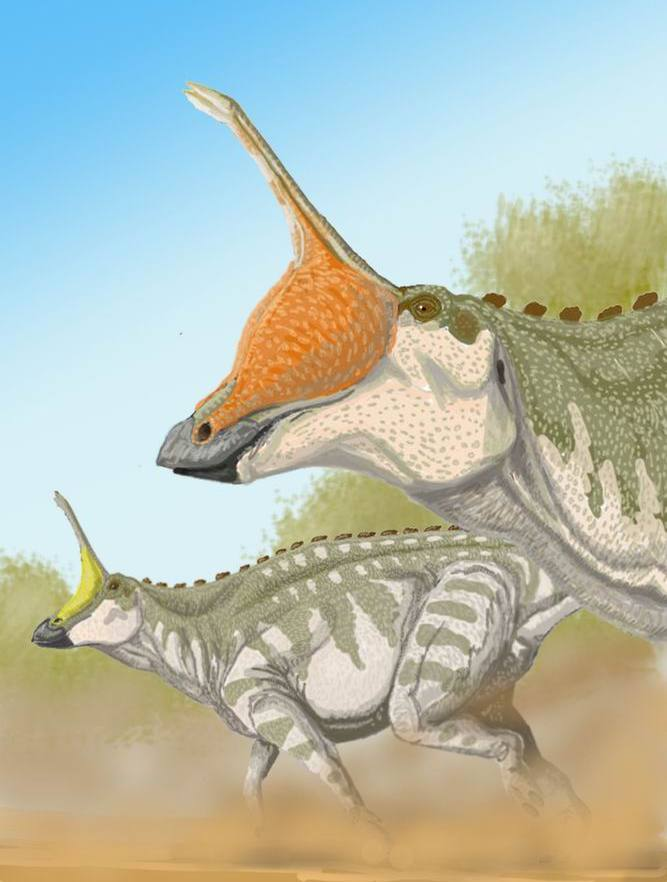
Dnes již zastaralá rekonstrukce tsintaosaura.